# Gorges du Saut du Tigre

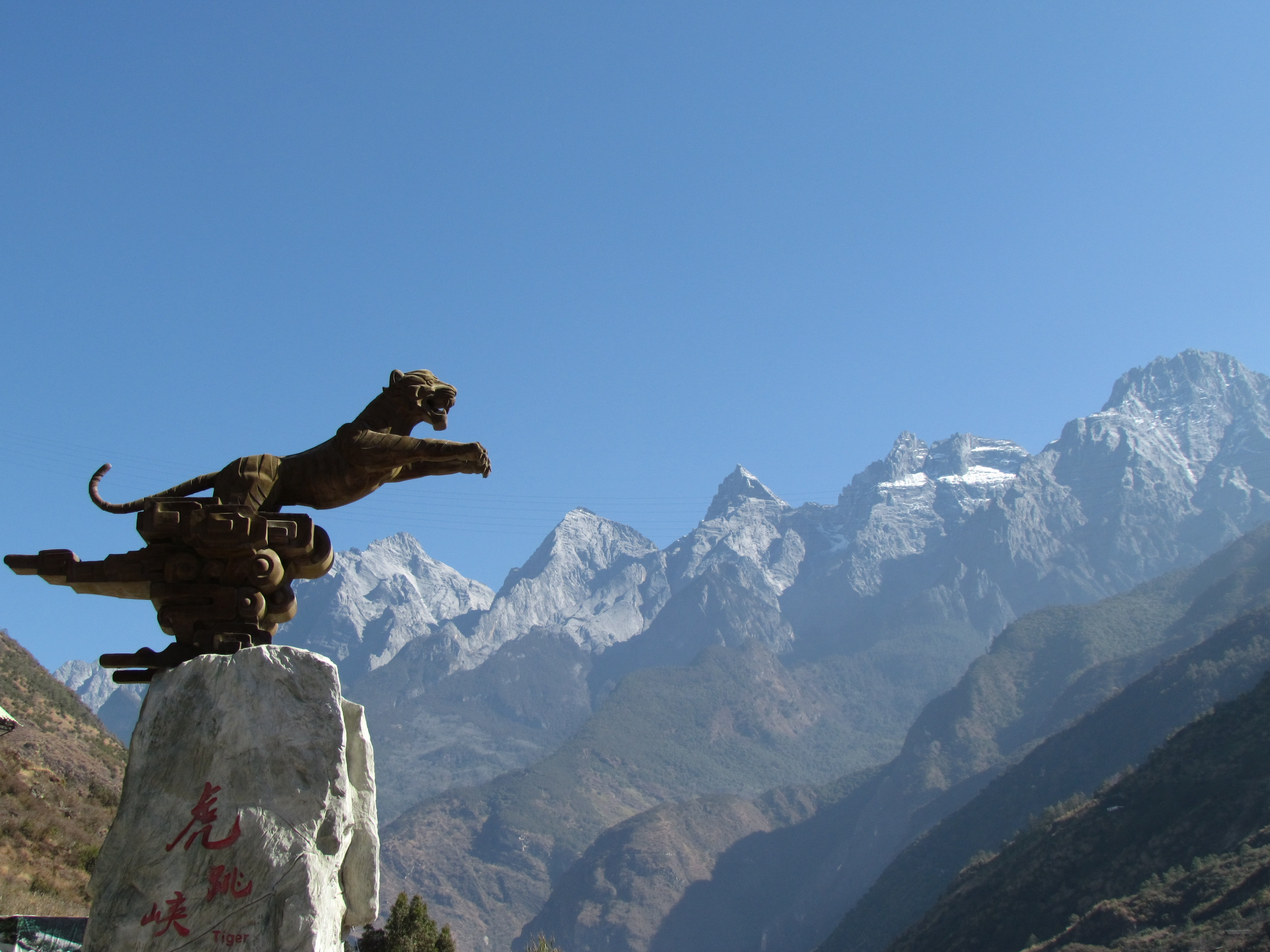
Gorges du Saut du Tigre, avec le massif du Yulong Xue Shan sur la droite

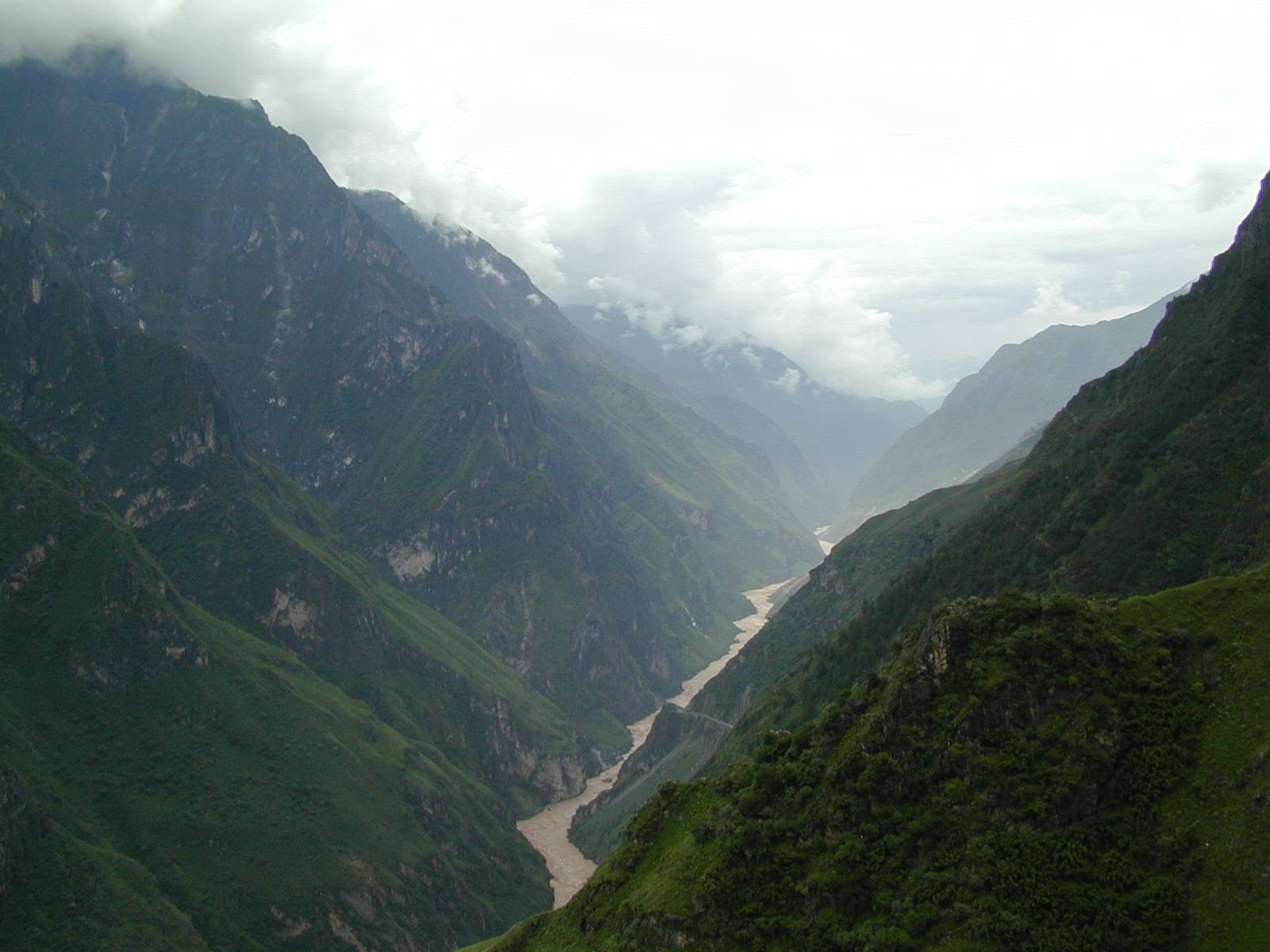
Vue d'altitude sur les gorges, avec le Yulong Xue Shan sur la gauche, et le Haba Xue Shan sur la droite

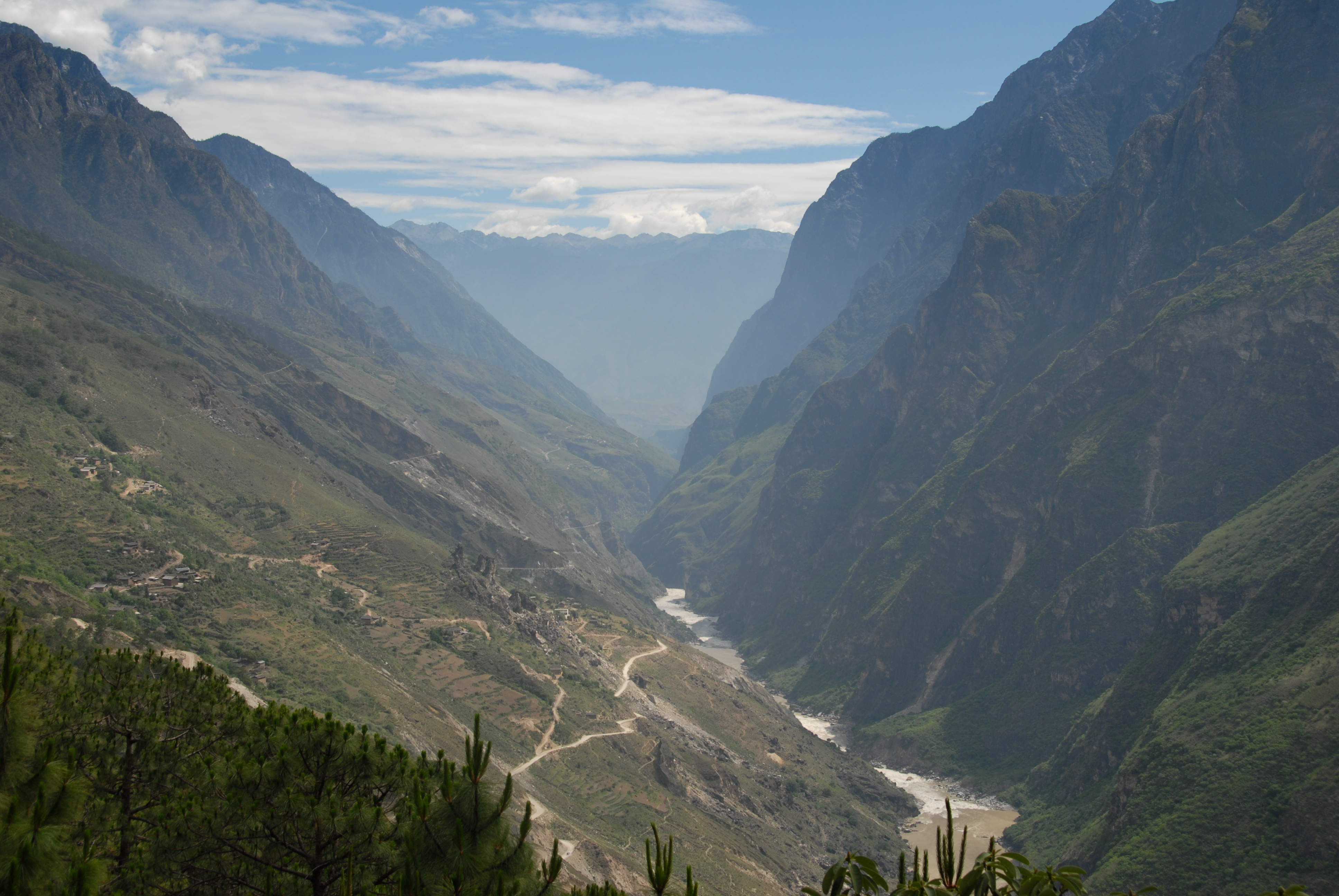
Chemin le long des gorges du Saut du Tigre

Les gorges du Saut du Tigre (虎跳峡 ; pinyin : Hǔtiào Xiá) sont un canyon sur le fleuve Yangtsé (connu dans cette région sous le nom de Jīnshā Jiāng), situé à 60 km au nord de la ville de Lijiang, dans la province chinoise du Yunnan.
D'environ 16 km de long, les gorges livrent passage au fleuve entre les deux sommets du Yulong Xue Shan (5 596 m) et du Haba Xue Shan (5 396 m), en une série de rapides encadrés par des escarpements abrupts de 2 000 m de hauteur, et prétendent au titre du canyon de rivière le plus profond au monde. Leur nom se réfère à la légende qui raconte que, pour échapper à un chasseur, un tigre sauta par-dessus le canyon en son point le plus étroit (tout de même large de 25 à 30 m).
Les habitants d'origine sont les populations Naxi, qui vivent dans quelques petits hameaux de place en place le long des gorges. Leurs moyens de subsistance principaux sont la production de céréales et les randonneurs étrangers. 
Les gorges ne sont pas considérées comme navigables. Au début des années 1980, quatre téméraires en tentèrent la descente en rafting, mais personne ne les revit jamais[réf. nécessaire]. La première descente réussie connue, qui date de 1986, a été effectuée par l'expédition qui a descendu le Yangtsé dans sa totalité, depuis sa plus haute source au lac de glacier Gelandandong, jusqu'à son delta sur la mer de Chine orientale.
Il est possible de longer la totalité des gorges à pied. Le sentier de randonnée, à mi-pente, va de la ville de Quiaotou à Daju. Il est bien entretenu, et les Naxi l'utilisent dans leur vie de tous les jours. Il permet de découvrir une variété stupéfiante de micro-écosystèmes, de nombreuses chutes d'eau, et des vues magnifiques sur les gorges. Les hébergements pour randonneurs que l'on trouve régulièrement le long du sentier étant généralement mal chauffés, et les conditions météorologiques imprévisibles en haute montagne, il est fortement conseillé de n'effectuer cette randonnée qu'en dehors de la saison des pluies.
La route construite à plus basse altitude est fréquemment obstruée par des glissements de terrain, et certaines portions sont parfois immergées sous les eaux du fleuve. À l'endroit où le sentier de randonnée rejoint cette route, il est possible de descendre jusqu'au bord de l'eau, à proximité du rocher du Saut du Tigre, d'où le tigre de la légende aurait sauté de l'autre côté du fleuve. Des cristaux naturels sont extraits de divers sites à l'intérieur et aux environs des gorges.
Il existe des projets gouvernementaux de construction d'une série de barrages sur le fleuve pour la production d'électricité, ce qui entraînerait le déplacement de quelque 100 000 personnes et la disparition sous les eaux du site unique des gorges du Saut du Tigre.